# شین کاروث
شین کاروث(به انگلیسی: Shane Carruth)، (متولد ۱۹۷۲) نویسنده، کارگردان و بازیگر آمریکایی است. استیون سودربرگ به مجله انترتینمنت ویکلی گفت: «من به شین به شکل فرزند نامشروع دیوید لینچ و جیمز کامرون نگاه می‌کنم.»

## فیلم‌شناخت
- آغازگر (۲۰۰۴)
- رنگ سرچشمه (۲۰۱۳)